# Vidbir 2020
La quinta edizione di Vidbir è stata organizzata dall'emittente radiotelevisiva ucraina UA:PBC in collaborazione con il canale televisivo STB per selezionare il rappresentante nazionale all'Eurovision Song Contest 2020 a Rotterdam.
I vincitori sono stati i Go_A con Solovej.

## Organizzazione
Il 17 ottobre 2018 UA:PBC ha confermato l'organizzazione della selezione eurovisiva ucraina per i tre anni successivi. In seguito allo scandalo del 2019, che ha visto il ritiro della vincitrice Maruv, che avrebbe dovuto cancellare ai suoi futuri concerti in Russia per cantare per l'Ucraina all'Eurovision, e dato che nessuno degli altri partecipanti ha accettato di sostituirla, il 16 ottobre 2019 UA:PBC ha pubblicato preventivamente le regole a cui i partecipanti si sarebbero dovuti attenere. In particolare, la partecipazione è stata negata a tutti quegli artisti che hanno tenuto concerti in Russia a partire dal 2014 o che dopo quell'anno sono entrati in Crimea direttamente dalla Russia. Oltre alle regole, UA:PBC ha fissato le date delle due semifinali e della finale per l'8, il 15 e il 22 febbraio 2020. Come nelle edizioni precedenti, ogni semifinale è composta da otto partecipanti, di cui tre si sono qualificati per la finale, che ha visto sei partecipanti in totale. Tutti i risultati sono stati decretati da un mix di voto della giuria, composta da Andrij Danylko, Tina Karol' e Vitalij Drozdov, e televoto.

## Partecipanti
I sedici partecipanti sono stati confermati il 20 gennaio 2020. Il successivo 22 gennaio si è tenuto il sorteggio che ha deciso l'ordine di uscita delle semifinali.
| Artista                   | Titolo           | Lingua           | Compositori                                                            |
| ------------------------- | ---------------- | ---------------- | ---------------------------------------------------------------------- |
| Assol'                    | Save It          | Inglese          | Kateryna Gumenjuk, Serhij Dem'janenko                                  |
| Cloudless                 | Drown Me Down    | Inglese          | Jurij Kanaloš, Anton Panfilov, Oleksandr Lysans'kij, Mychajlo Šatochin |
| David Axelrod             | Horizon          | Inglese          | David Axelrod, Volodymyr Hryhorovyč, Pavlo Šyl'ko                      |
| Elina Ivaščenko           | Get Up           | Inglese          | Elina Ivaščenko, Vadim Lysica                                          |
| Fo Sho                    | Blck Sqr         | Inglese          | Siona Endale, Betty Endale, Miriam Endale                              |
| Garna                     | Who We Are?      | Inglese          | Al'ona Levašova, Roman Nepomnjašij                                     |
| Gio Dara                  | Feeling So Lost  | Inglese          | Giorgi Darakhvelidze                                                   |
| Go_A                      | Solovej          | Ucraino          | Taras Ševčenko, Kateryna Pavlenko                                      |
| Jerry Heil                | Vegan            | Inglese          | Jana Šemajeva, Roman Čerenov                                           |
| Katya Chilly              | Pič              | Ucraino          | Kateryna Kondratenko                                                   |
| Khayat                    | Call for Love    | Inglese          | Andrij Chajat                                                          |
| Krut'                     | 99               | Inglese, ucraino | Mychajlo Klymenko, Anton Babyč, Maryna Krut'                           |
| Moonzoo feat. F.M.F. Sure | Maze             | Inglese          | Oleksandr Vasets'kyj, Frensis                                          |
| [O]                       | Tam, kudy ja jdu | Ucraino          | Oleksandr Kaspov, Ol'ha Černišova                                      |
| Oleksandr Porjadyns'kyj   | Savior           | Inglese          | Jana Koval'ova                                                         |
| Tvorchi                   | Bonfire          | Inglese          | Andrij Huculjak, Augustus Kehinde Jimon                                |

## Semifinali

### Prima semifinale
La prima semifinale si è svolta l'8 febbraio 2020.
| # | Artista      | Titolo           | Punteggio | Punteggio | Punteggio | Posizione |
| # | Artista      | Titolo           | Giuria    | Televoto  | Totale    | Posizione |
| - | ------------ | ---------------- | --------- | --------- | --------- | --------- |
| 1 | [О]          | Tam, kudy ja jdu | 3         | 2         | 5         | 7         |
| 2 | Jerry Heil   | Vegan            | 7         | 6         | 13        | 3         |
| 3 | Katya Chilly | Pič              | 4         | 3         | 7         | 5         |
| 4 | Krut'        | 99               | 8         | 8         | 16        | 1         |
| 5 | Go_A         | Solovej          | 6         | 7         | 13        | 2         |
| 6 | Cloudless    | Drown Me Down    | 5         | 5         | 10        | 4         |
| 7 | Gio Dara     | Feeling So Lost  | 2         | 4         | 6         | 6         |
| 8 | Assol'       | Save It          | 1         | 1         | 2         | 8         |

### Seconda semifinale
La seconda semifinale si è svolta il 15 febbraio 2020.
| # | Artista                   | Titolo        | Punteggio | Punteggio | Punteggio | Posizione |
| # | Artista                   | Titolo        | Giuria    | Televoto  | Totale    | Posizione |
| - | ------------------------- | ------------- | --------- | --------- | --------- | --------- |
| 1 | Moonzoo feat. F.M.F. Sure | Maze          | 5         | 2         | 7         | 6         |
| 2 | Fo Sho                    | Blck Sqr      | 3         | 3         | 6         | 7         |
| 3 | Elina Ivaščenko           | Get Up        | 4         | 4         | 8         | 5         |
| 4 | Oleksandr Porjadyns'kyj   | Savior        | 2         | 6         | 8         | 4         |
| 5 | Garna                     | Who We Are?   | 1         | 1         | 2         | 8         |
| 6 | Khayat                    | Call for Love | 7         | 7         | 14        | 2         |
| 7 | David Axelrod             | Horizon       | 6         | 5         | 11        | 3         |
| 8 | Tvorchi                   | Bonfire       | 8         | 8         | 16        | 1         |

## Finale
La finale si è svolta il 22 febbraio 2020.
| # | Artista       | Titolo        | Punteggio | Punteggio | Punteggio | Posizione |
| # | Artista       | Titolo        | Giuria    | Televoto  | Totale    | Posizione |
| - | ------------- | ------------- | --------- | --------- | --------- | --------- |
| 1 | Krut'         | 99            | 5         | 4         | 9         | 3         |
| 2 | Jerry Heil    | Vegan         | 1         | 1         | 2         | 6         |
| 3 | Go_A          | Solovej       | 6         | 6         | 12        | 1         |
| 4 | David Axelrod | Horizon       | 3         | 2         | 5         | 5         |
| 5 | Khayat        | Call for Love | 4         | 5         | 9         | 2         |
| 6 | Tvorchi       | Bonfire       | 2         | 3         | 5         | 4         |